# Brežec pri Podgorju
Brežec pri Podgorju je naselje brez stalnih prebivalcev v Slovenski Istri  , ki upravno spada pod Mestno občino Koper. 
Vas je imela v začetku leta 2015 še dva stalna prebivalca, po podatkih za 1. januar 2016 pa v njej ne živi nihče več.